# Standing on the Edge
Standing on the Edge è l'ottavo album in studio della rock band Cheap Trick, pubblicato nel 1985. Alla produzione torna Jack Douglas, che aveva lanciato la band e prodotto il primo album.

## Tracce
1. Little Sister – 3:55 – (R. Nielsen)
2. Tonight It's You – 4:47 – (M. Radice/J. Brant/R. Nielsen/R. Zander)
3. She's Got Motion – 3:17 – (R. Nielsen/M. Radice)
4. Love Comes – 4:40 – (R. Zander/R. Nielsen)
5. How About You – 3:00 – (R. Zander/R. Nielsen/M. Radice)
6. Standing on the Edge – 4:44 – (R. Nielsen/R. Zander/M. Radice)
7. This Time Around – 4:33 – (J. Brant/M. Radice/R. Zander/R. Nielsen)
8. Rock All Night – 2:51 – (R. Nielsen/R. Zander/B. Carlos/M. Radice)
9. Cover Girl – 3:41 – (R. Nielsen/M. Radice)
10. Wild Wild Women – 4:16 – (R. Nielsen/R. Zander/B. Carlos/M. Radice)

## Formazione
- Robin Zander – voce, chitarra ritmica
- Rick Nielsen – chitarre, tastiere
- Bun E. Carlos – batteria
- Jon Brant – basso
- Phil Christian - tastiera